# Urani(III) bromide
Urani(III) bromide là một hợp chất vô cơ được tạo thành từ các nguyên tố urani và brom, có công thức hóa học UBr3 và là muối bromide.

## Điều chế
Urani(III) bromide có thể được tạo ra bằng phản ứng giữa urani(III) hydride và hydro bromide.
{\displaystyle {\ce {UH3 + 3HBr -> UBr3 + 3H2}}}
Ngoài ra, sự khử urani(IV) bromide bằng hydro tạo ra một sản phẩm chứa ít brom hơn tương ứng với thành phần UBr3.

## Tính chất
Urani(III) bromide là chất rắn màu đỏ nóng chảy ở 730 ℃ và có màu xanh lục nhạt khi tan chảy. Cấu trúc của urani(III) bromide tương ứng với cấu trúc của urani(III) chloride. Trong trường hợp này, các nguyên tử urani được bao quanh bởi chín nguyên tử brom trên mỗi ba nguyên tử. Hình đa diện phối trí là một hình lăng trụ ba cạnh. Nó kết tinh trong hệ tinh thể lục phương trong nhóm không gian P63/m với các hằng số mạng tinh thể a = 794,2 pm và c = 444,1 pm và hai đơn vị công thức trên mỗi ô đơn vị.

## Hợp chất khác
UBr3 còn tạo một số hợp chất với NH3, như UBr3·6NH3 là chất rắn màu lục hay UBr3·9NH3 là tinh thể màu lục.